# Josephine Perin von Gradenstein
Freiin Josephine Perin von Gradenstein geborene von Vogelsang (* 10. Februar 1779 in Brüssel; † 21. Mai 1856 in Wien) war eine österreichische Schriftstellerin.

## Herkunft
Ihre Eltern waren der k. k. General-Feldzeugmeisters Ludwig von Vogelsang und dessen Ehefrau Henriette Maria Viktoria Sanches de Aquilar (* 27. April 1751).

## Leben
Ihr Vater war in Brüssel stationiert und so verlebte sie ihre Jugend bis 1794 in den Österreichischen Niederlanden. Dort und zu Hause wurde nur Französisch gesprochen, was dazu führte, dass sie erst auf dem Rückzug der Österreicher in der Rhein- und Maingegenden begann Deutsch zu lernen; 1796 erhielt sie dann das erste deutschsprachige Buch. 1797 ließ sich die Familie Vogelsang in Linz nieder. 1797 heiratete sie den k.k. Hofrat Freiherr Eberhard Perin von Gradenstein († 9. Juni 1843). Auch ihr Mann wurde während der Napoleonischen Kriege immer wieder versetzt. So war das Paar zunächst in Brünn, dann in Venedig (wo sie Italienisch lernte) und dann ab 1806 in Wien.
Sie hatte seit ihrer Jugend gedichtet, aber nie veröffentlicht. Das änderte sich nach dem Krieg. So erschien 1816 in Paris: „La Dame grise ou histoire de la maison Beauchamp par Mme de P..., née de V...“ und 1818 die „Contes gothiques, par l’auteur de la Dame grise“ (in zwei Bänden). Der Erfolg war gering und Josephine war entsetzt von den Änderungen, die der Verleger ohne Zustimmung gemacht hatte. Daher überwachte sie folgende Werke, schrieb in Deutsch und ließ in Wien drucken.

## Familie
Aus der Ehe mit Eberhard Perin von Gradenstein (* 1764; † 9. Juni 1843) entstammt ein Sohn:
- Christian († 1841), k. k. Hofsekretär ⚭ 1830 Freiin Caroline Pasqualati von Osterberg (* 12. Februar 1808; † 10. Dezember 1888)[3]

Sie wurde auf dem Friedhof von Penzing beigesetzt.

## Werke
Sie veröffentlichte in dem sehr geschätzten Wiener Taschenbuch Aglaja:
- 1820: „Glück im Leiden“, Erzählung Digitalisat
- 1821: „Leiden im Glück“, als Gegenstück Digitalisat
- 1822: „Die Rückkehr“ Digitalisat
- 1824: „Die Unerfahrene“ Digitalisat
- 1826: „Die Paulistin“ Digitalisat

Anschließend veröffentlichte sie in verschiedenen Zeitschriften, Gesellschafter (Herausgegeben in Prag), „Der Kranz“ (Prag), Wiener Mode-Zeitung „Der Marquis von Abrantes“ (1827), „Glück und Armuth“ (1828).
Später schrieb sie wieder in Französisch, veröffentlichte die Werke aber nicht, bis auf:
- 1840: Les recits de la grand'mere a ses petits enfans, Digitalisat[4]